# Benkara malabarica
Benkara malabarica är en måreväxtart som först beskrevs av Jean-Baptiste de Lamarck, och fick sitt nu gällande namn av Deva D. Tirvengadum. Benkara malabarica ingår i släktet Benkara och familjen måreväxter. Inga underarter finns listade i Catalogue of Life.